# ایی‌ال‌ای‌دی
ال‌ایی‌دی گُسیلَنده لبه‌ای (ایی‌ال‌ای‌دی) لزوم ال‌ایی‌دی به روشنایی زیاد را تحقق می‌بخشد، که این تزویج‌سازی با بازدهی بالا به فیبرهای نوری را برآورده می‌کند.

## پیشینه
پس از سیر تکاملی لیزر در سال ۱۹۶۰، به‌کارگیری ال‌ایی‌دی در سامانه‌های مخابرات نوری در سال ۱۹۷۰ توانست به وقوع بپیوندد. گسیل‌گرهای لبه‌ای در اواسط دهه ۱۹۷۰ تکامل یافتند.

## ساختار
ساختار آن‌ها ظاهراً شبیه دیود لیزری تزریقی است. به‌طوری که از یک ناحیه موجبر نوری تشکیل شده‌است، که به صورت یک هدایت‌گر برای نوری که در امتداد موجبر با بازتابش داخلی کلی گسیل می‌شود، عمل می‌کند. این نوع ال‌ایی‌دی از ساختار لیزر تزریقی اصلاح‌شده استفاده می‌کند. همچنین دارای ناحیه بسیار فعال، با یک تفاوت مکفی، به طوری که موجبر در اطراف ناحیه فعال، تابش را به رُخ گسیلنده قطعه منتقل می‌کند.

## مزایا
- کاهش خود-جذبی در لایه‌های فعال به دلیل لایه هدایت شفاف با یک لایه فعال نازک.[۴]
- با واگرایی کوچک پرتو، افکنش قدرت نوری بیشتری به فیبر داده شده.
- نرخ داده بالاتر از ۲۰ مگابیت بر ثانیه.

## معایب
- ساختار پیچیده
- مشکل در گرماگیر
- مشکلاتی برای مهار مکانیکی
- گران‌قیمت